# Shavkat Mullajonov
Shavkat Mullajonov (Zarafshan, 19 gennaio 1986) è un ex calciatore uzbeko, di ruolo centrocampista.